# Vid skogens milda brusning
Vid skogens milda brusning är en barnpsalm av evangelisten i Helgelseförbundet Emil Gustafson. Psalmen har tre fyrradiga verser och en refräng som lyder:
Der himlens harpor brusa
Omkring lifvets strand
Och fridens palmer susa
I ett syskondband,
Och alla Herrens helgon
Vandra hand i hand
|:Uti Edens sköna land:|
Psalmen finns inte omnämnd i Oscar Lövgrens psalmlexikon från 1964.

## Publicerad i
- Hjärtesånger 1895, som nr 256 under rubriken Barnsånger med titeln Barnens sommarsång